# فايفيلد (ويسكونسن)
فايفيلد (بالإنجليزية: Fifield, Wisconsin)‏ هي بلدة تقع بولاية ويسكونسن في الولايات المتحدة. تبلغ مساحتها 405.2 (كم²)، وترتفع عن سطح البحر 475 م، بلغ عدد سكانها 989 نسمة في عام 2000 حسب إحصاء مكتب تعداد الولايات المتحدة وتصل الكثافة السكانية فيها 2.6 نسمة/كم2.

## وصلات خارجية
- http://www.tn.fifield.wi.gov/
- The US50 - Cities and Towns in Wisconsin State
- Wisconsin Cities and Towns, Facts, Map, Flag, Colleges, Government, and More